# Farliga vägar
Farliga vägar är en svensk dramafilm från 1942 i regi av Anders Henrikson. 

## Handling
Familjen Katena är på flykt och försöker få tillstånd att stanna i Sverige. Detta visar sig mycket svårt och familjen tvingas leva allt mer knapert. Familjens dotter Vanja ingår ett skenäktenskap med den svenske hamnarbetaren Martin i hopp om att få det bättre.

## Om filmen
Farliga vägar hade Sverigepremiär i Stockholm den 26 januari 1942. Filmen har visats på TV4. En tid efter premiären fick filmen ett nytt slut, något som regissören Anders Henrikson starkt motsatte sig.

## Rollista i urval
- Karin Ekelund – Vanja Katena
- Anders Henrikson – hamnarbetare Martin Lind
- Georg Rydeberg – Stefan Vallach, Vanjas fästman
- Ernst Eklund – advokat Vladimir Katena
- Hilda Borgström – Anna, Katenas husförestådarinna
- Frank Sundström – Carel Katena, violinist, Vanjas bror
- Maj-Britt Håkansson-Fant – Sonja Katena, Vanjas syster
- Ivar Kåge – redare Hagell
- Gösta Cederlund – advokat Green
- Hjördis Petterson – hyresvärdinna
- Torsten Winge – Prant, spionen
- Marianne Löfgren – fru Eleonor Sahlén